# Tudorel Toader
Tudorel Toader (Vulturu, 25 marzo 1960) è un magistrato e politico rumeno.
Membro della Corte costituzionale della Romania dal 2006 al 2016, fu poi rettore dell'Università Alexandru Ioan Cuza di Iași, in cui insegnava dal 1990. Nel febbraio 2017 fu nominato ministro della giustizia del governo Grindeanu in sostituzione del dimissionario Florin Iordache. Fu riconfermato nella stessa posizione anche nei successivi governi Tudose e Dăncilă.

## Formazione e carriera accademica
Compì gli studi liceali presso il liceo Unirea di Focșani, dove si diplomò nel 1979. Durante il periodo scolastico entrò a far parte dell'Unione dei Giovani Comunisti (UTC), rivestendo ad appena 15 anni il ruolo di segretario dell'ufficio dell'UTC nel suo liceo.
Tra il 1982 e il 1986 frequentò la facoltà di giurisprudenza dell'Università Alexandru Ioan Cuza di Iași, dove proseguì l'attività nelle associazioni studentesche di partito. Nel 1989 conseguì con il massimo dei voti la laurea presso l'università politica per i dirigenti del Partito Comunista Rumeno, del quale era divenuto pienamente membro nel 1984.
Tra il settembre 1986 e l'ottobre 1990 fu procuratore presso il tribunale di Panciu e nel 1991, dopo la rivoluzione, si iscrisse all'ordine degli avvocati di Iași. Nel 1990 iniziò a lavorare in qualità di docente universitario presso l'Università di Iași. Esperto di diritto processuale penale, nel corso della sua esperienza accademica fu titolare delle cattedre di criminologia (1993-1996), diritto penale (dal 1994), infrazioni previste da leggi speciali (1999-2011) e diritto penale europeo (dal 2011).
Tra gli incarichi rivestiti per la facoltà di giurisprudenza dell'ateneo fu segretario scientifico del consiglio di facoltà (1993-1995), membro del senato universitario (1995-2012), prodecano (1995-2003) e decano (2004-2016).
Nel 2004 frequentò un corso postuniversitario presso l'Università nazionale di difesa "Carlo I".
Nel 2005 fu nominato direttore della scuola dottorale della facoltà di diritto dell'Università di Iași. Fra i suoi studenti vi fu il deputato del Partito Nazionale Liberale (centro-destra) Alina Gorghiu, che conseguì il titolo nel 2012.
Nel 2014 fu indicato dal ministero della giustizia come rappresentante per la Romania in seno alla Commissione di Venezia, ottenendo nel 2018 la riconferma per un mandato fino al 2022.
Fra le altre attività professionali fu membro del consiglio scientifico dell'Istituto nazionale della magistratura (INM), dell'Associazione nazionale di diritto penale, della Società romena di bioetica, dell'Associazione romena di diritto costituzionale e del Consiglio scientifico dell'istituto di ricerche giuridiche Andrei Rădulescu dell'Accademia romena.

## Carriera nelle istituzioni

### Giudice della Corte costituzionale
Il 7 aprile 2006 il giudice della Corte costituzionale della Romania Constantin Doldur si dimise dalla corte, lasciando un posto vacante. Su indicazione del gruppo parlamentare del Partito Nazionale Liberale e di Relu Fenechiu, allora deputato PNL per il distretto di Iași, Toader fu proposto alla camera dei deputati come suo sostituto temporaneo fino al 7 luglio 2007. Il 3 ottobre 2006 la camera votò all'unanimità la nomina di Toader (208 voti) alla corte costituzionale. Il nuovo giudice assunse le funzioni il 6 ottobre, mentre il 13 luglio 2007, riconfermato, depose giuramento per un nuovo mandato fino al 2016.
Nel 2011, tramite una circolare firmata dall'allora ministro dell'istruzione Daniel Funeriu (PD-L) fu inserito nella commissione specializzata in diritto del Consiglio nazionale di verifica di titoli, diplomi e certificati universitari (CNATDCU), ente statale incaricato di verificare le pubblicazioni scientifiche in caso di accusa di plagio all'indirizzo di membri del governo.
Il 5 giugno 2012 fu insignito del titolo di cavaliere dell'Ordine della Stella di Romania da parte del presidente della repubblica Traian Băsescu e il 20 giugno 2012 ricevette l'onorificenza dell'ordine dei santi imperatori Costantino ed Elena dal patriarca Daniele della chiesa ortodossa romena.
Nell'agosto del 2012, in occasione del referendum per la destituzione del presidente Băsescu (invalidato dalla stessa corte costituzionale per il mancato raggiungimento del quorum) promosso dall'allora premier Victor Ponta (Partito Social Democratico) e dal leader del PNL Crin Antonescu, Toader si espresse in favore della convalida dei risultati del referendum. Al centro della disputa vi fu l'interpretazione del corretto numero dei cittadini aventi diritto di voto, che sollevò dubbi sul fatto che per il calcolo del raggiungimento del quorum andassero prese in considerazione anche le persone residenti all'estero. Il 7 agosto 2012, prima del verdetto della corte costituzionale sui risultati del referendum, Toader, insieme ai giudici Ion Predescu e Acsinte Gaspar, dichiarò alla stampa di essere all'oscuro di un errata corrige emessa dalla stessa corte che chiariva le modalità del calcolo del quorum. Toader sottolineò l'illegalità del fatto, poiché l'errata corrige sarebbe dovuta essere stata discussa dal plenum della corte. L'Alta corte di cassazione e giustizia aprì, quindi, un fascicolo di inchiesta sull' "errata corrige" e sulle modalità con cui era stata applicata. L'inchiesta, comunque, non ebbe seguito e nel 2016 fu archiviata.

### Rettore dell'Università di Iași
Dopo aver esaurito il suo mandato alla corte costituzionale, l'11 febbraio 2016 fu eletto rettore dell'Università di Iași, superando con 360 voti contro 286 il concorrente prof. Codrin Liviu Cuțitaru. Lasciò la guida dell'ateneo tra il 2017 e il 2019 per rivestire la funzione di ministro della giustizia. Nell'aprile 2019 tornò ad esserne rettore, mentre nel marzo 2020 fu confermato per un nuovo mandato. L'incarico si concluse nel marzo 2024, quando fu sostituito da Liviu Maha, che lo sconfisse alle elezioni universitarie (487 voti a 233).

### Ministro della giustizia

#### Nomina

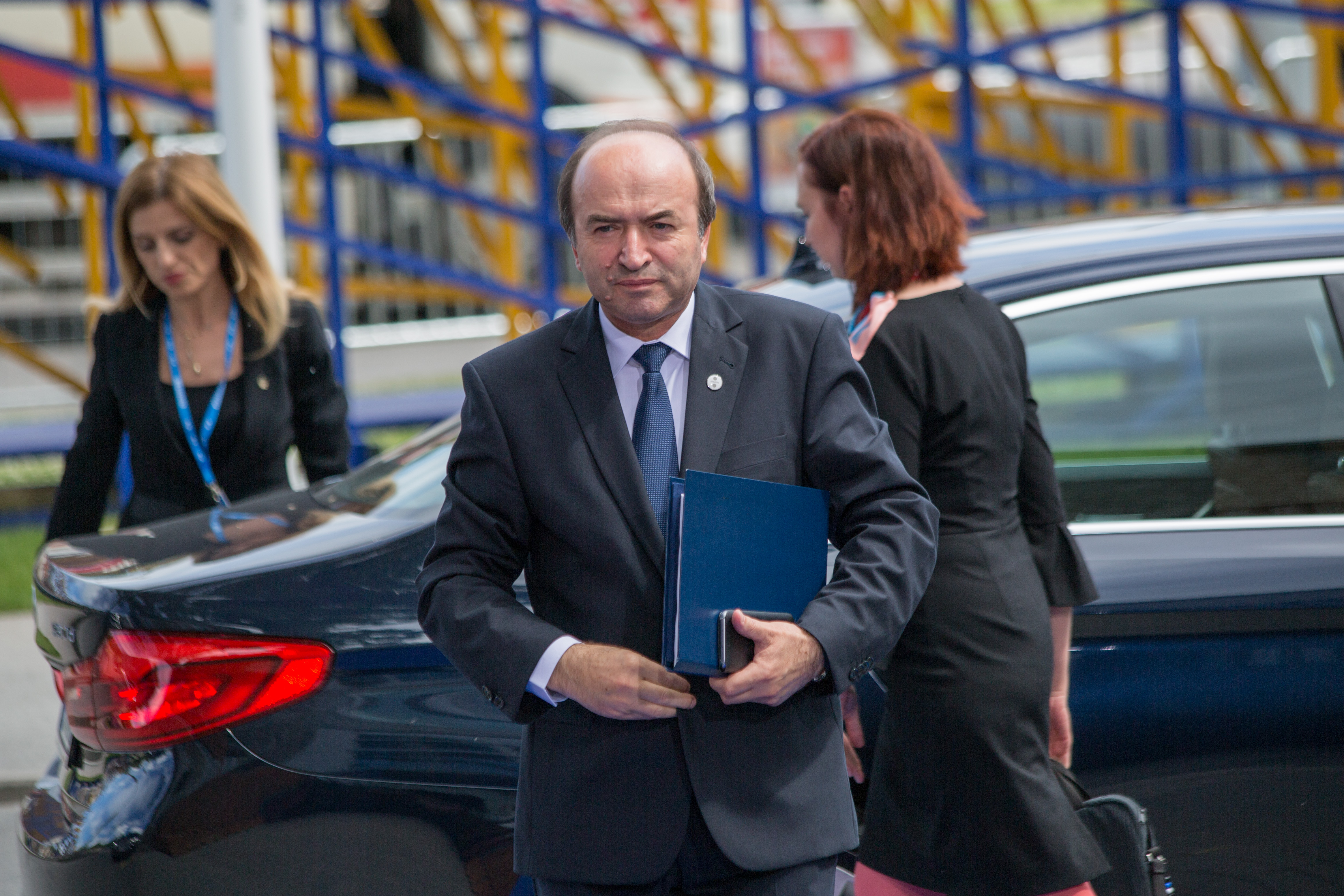
Tudorel Toader alla riunione informale dei ministri della giustizia e degli affari interni del luglio 2017.

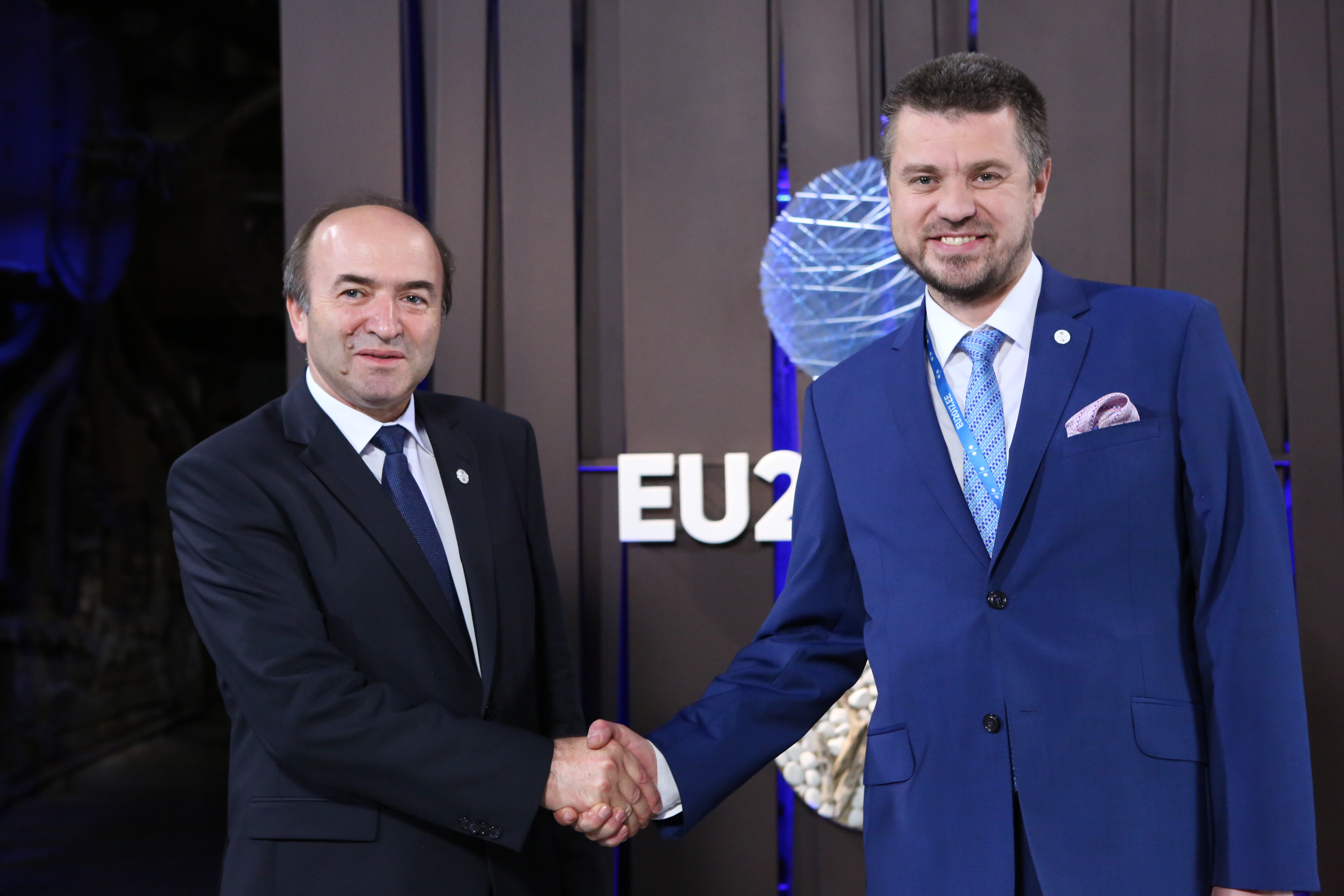
Tudorel Toader con il ministro della giustizia dell'Estonia Urmas Reinsalu nel 2017.

In seguito alle violente proteste in Romania del 2017, esplose in conseguenza di un tentativo di modifica del codice penale che depenalizzava il reato di corruzione, il ministro della giustizia Florin Iordache (PSD) fu costretto alle dimissioni. Il governo presieduto dal primo ministro Sorin Grindeanu (PSD), quindi, il 23 febbraio 2017 indicò in Tudorel Toader il nuovo ministro della giustizia in virtù della sua grande esperienza. L'emergere di contrasti tra il presidente del partito Liviu Dragnea e il premier Sorin Grindeanu, tuttavia, portò alla fine del governo. Mentre Grindeanu perse l'appoggio del PSD, i ministri, su indicazione del partito, presentarono le proprie dimissioni in massa, in modo da spingere il primo ministro a ritirarsi dal suo ruolo. Il governo Grindeanu cadde il 21 giugno 2017, su una mozione di sfiducia presentata dallo stesso PSD. Fu riconfermato nella stessa posizione anche nei successivi governi Tudose e Dăncilă.

#### Realizzazioni durante il mandato
In qualità di ministro Toader fu uno dei principali fautori delle manovre sulla giustizia dei tre governi PSD che si susseguirono tra il 2017 e il 2019. Tali attività, ampiamente sostenute dal presidente del partito Liviu Dragnea, che reclamava la necessità di limitare il potere della magistratura per il rafforzamento della democrazia, tuttavia, furono aspramente criticate dall'opinione pubblica e dalla comunità internazionale. L'opposizione riteneva le misure realizzate dal ministero della giustizia un attacco al potere giudiziario.
Nel febbraio 2018 Toader richiese al presidente della repubblica Klaus Iohannis la rimozione del procuratore capo della Direzione nazionale anticorruzione Laura Codruța Kövesi per presunte reiterate violazioni della costituzione. Questa fu accettata al termine di una lunga diatriba istituzionale, realizzando i desideri del PSD, che considerava la Kövesi il simbolo del giustizialismo e della mancanza di garantismo nel paese. Nel dicembre 2018, inoltre, Toader si schierò pubblicamente contro la candidatura di quest'ultima alla funzione di capo della Procura europea. Il 27 dicembre 2018 Toader trasmise al presidente della repubblica la richiesta di revoca anche del procuratore generale dell'Alta corte di cassazione Augustin Lazăr, chiamando in causa gravi problemi comportamentali. Oltre a godere del sostegno di Iohannis, questi si difese accusando il governo di mettere in atto una pressione autoritaria sulla magistratura.
Tra le altre iniziative di Toader vi fu la creazione di una sezione d'inchiesta per i magistrati, incaricata delle indagini su eventuali reati commessi da giudici e procuratori, operativa dal 23 ottobre 2018. Per risolvere il problema dei numerosi ammonimenti da parte della Corte europea dei diritti dell'uomo, inoltre, Toader fu il promotore della Legge 169/2017 (recursul compensatoriu) sulla liberazione condizionale dei detenuti le cui condizioni di carcerazione non rispettavano gli standard minimi di decenza, che comportò il rilascio di circa 14.000 persone tra il 2017 e il 2019. Malgrado le numerose ordinanze di riorganizzazione del sistema giudiziario, nel novembre 2018 un rapporto della Commissione europea nel quadro del Meccanismo di cooperazione e verifica inviò al governo raccomandazioni speciali, accusando il paese di fare passi indietro sul piano della lotta alla corruzione. Tali opinioni furono reiterate in un nuovo documento presentato nel febbraio 2019. Nello stesso mese fu emessa un'ulteriore ordinanza d'urgenza (7/2019) che regolamentava diversi aspetti sulle nomine dei quadri dirigenziali delle procure e delle direzioni investigative che, però, incontrò le proteste dei magistrati e del vicepresidente della commissione europea Frans Timmermans.
Nel marzo 2019 Toader difese il proprio operato presentando un rapporto sui suoi due anni in carica e annunciando che il ministero avrebbe sostenuto l'edificazione di una cittadella giuridica nella capitale.

#### Sfiducia
Malgrado un'intensa attività legislativa, Toader entrò più volte in contrasto con Liviu Dragnea, specialmente a partire dal settembre 2018. Il 6 marzo 2019 il partito decise di non prendere le difese del ministro in occasione di una mozione di sfiducia presentata contro Toader da parte dell'opposizione, proposta che non vinse solamente per il mancato raggiungimento del quorum parlamentare.
Mentre il ministro della giustizia si attendeva un più deciso sostegno politico da parte della dirigenza socialdemocratica prima di procedere a nuovi decreti, il presidente del partito, invece, reputava Toader colpevole di non aver realizzato delle ordinanze richieste dalla coalizione di governo, come quelle sull'amnistia o sull'annullamento delle condanne pronunciate tra il 2014 e il 2018 dalle corti di 5 membri dell'Alta corte di cassazione e giustizia, che nel novembre 2018 erano state considerate da una sentenza dalla Corte costituzionale come costituite in maniera irregolare. Un ulteriore provvedimento desiderato dal PSD, ma non realizzato da Toader, sarebbe stato quello sul rifacimento dei processi basati sulla presentazione di prove raccolte tramite accordi segreti tra le procure e il SRI.
Il 17 aprile il comitato esecutivo del PSD deliberò il ritiro del proprio sostegno al ministro, che il giorno successivo annunciò le proprie dimissioni e il 24 aprile fu sostituito ad interim da Ana Birchall.
Il 10 giugno Toader affermò che riteneva un grave errore l'insistenza del PSD sull'emanazione di un'ordinanza di amnistia e di modifica del codice penale. L'ex ministro criticò anche l'istituzione della commissione parlamentare speciale per la revisione delle leggi sulla giustizia presieduta da Florin Iordache, che si interponeva tra il governo e il parlamento, snaturando il processo legislativo. In una dichiarazione del 7 ottobre 2019 riportò che l'applicazione delle leggi sull'amnistia e la grazia interessavano ad alcuni gruppi d'influenza senza, però, specificare chi fosse al centro delle pressioni.

## Vita privata
Il figlio Alexandru Ionuț Toader dal 2017 è assistente universitario presso la facoltà di diritto dell'Università di Iași.

## Pubblicazioni
Tra numerose pubblicazioni scientifiche sul tema del diritto, fu autore o coautore di:
- (RO) Tudorel Toader, Codul penal. Codul de procedura penala, Bucarest, Editura Hamangiu, 2015.
- (RO) Tudorel Toader, Infracțiunile prevăzute în Legile speciale, Bucarest, Editura Hamangiu, 2014.
- (RO) Tudorel Toader, Constituția României reflectată în jurisprudența constituțională, Bucarest, Editura Hamangiu, 2011.
- (RO) Tudorel Toader, Drept penal român. Partea specială, Bucarest, Editura Hamangiu, 2012.
- (RO) Tudorel Toader, Dicționarul personalităților juridice românești, Bucarest, Editura Hamangiu, 2008.
- (RO) Tudorel Toader, Codul penal și Legile speciale, Bucarest, Editura Hamangiu, 2007.
- (EN) AA. VV., Transition of Criminal Procedure systems, Rijeka, Pravni fakultet Sveucilista, 2004.